# Муслићи (Бијело Поље)
Муслићи је насеље у општини Бијело Поље у Црној Гори. Према попису из 2003. било је 289 становника (према попису из 1991. било је 273 становника).

## Демографија
У насељу Муслићи живи 208 пунолетних становника, а просечна старост становништва износи 37,0 година (35,8 код мушкараца и 38,3 код жена). У насељу има 68 домаћинстава, а просечан број чланова по домаћинству је 4,25.
Ово насеље је углавном насељено Србима (према попису из 2003. године).
|  |

| Демографија | Демографија | Демографија |
| Година      | Становника  | Становника  |
| ----------- | ----------- | ----------- |
|             |             |             |
|             |             |             |
|             |             |             |
|             |             |             |
| 1948.       | 416         |             |
| 1953.       | 429         |             |
| 1961.       | 377         |             |
| 1971.       | 327         |             |
| 1981.       | 284         |             |
| 1991.       | 273         | 273         |
| 2003.       | 324         | 289         |
|             |             |             |

| Етнички састав према попису из 2003.‍ | Етнички састав према попису из 2003.‍ | Етнички састав према попису из 2003.‍ | Етнички састав према попису из 2003.‍ | Етнички састав према попису из 2003.‍ |
| ------------------------------------ | ------------------------------------ | ------------------------------------ | ------------------------------------ | ------------------------------------ |
|                                      |                                      |                                      |                                      |                                      |
| Срби                                 | Срби                                 |                                      | 194                                  | 67,12%                               |
| Црногорци                            | Црногорци                            |                                      | 93                                   | 32,17%                               |
| Словенци                             | Словенци                             |                                      | 1                                    | 0,34%                                |
| непознато                            | непознато                            |                                      | 1                                    | 0,34%                                |

| Година пописа     | 1948. | 1953. | 1961. | 1971. | 1981. | 1991. | 2003. |
| ----------------- | ----- | ----- | ----- | ----- | ----- | ----- | ----- |
| Број домаћинстава | 72    | 74    | 72    | 70    | 69    | 72    | 72    |

| Број чланова      | 1  | 2 | 3  | 4 | 5 | 6  | 7 | 8 | 9 | 10 и више | Просек |
| ----------------- | -- | - | -- | - | - | -- | - | - | - | --------- | ------ |
| Број домаћинстава | 68 | 7 | 12 | 9 | 8 | 15 | 9 | 3 | 3 | 0         | 2      |

| Пол    | Укупно | Неожењен/Неудата | Ожењен/Удата | Удовац/Удовица | Разведен/Разведена | Непознато |
| ------ | ------ | ---------------- | ------------ | -------------- | ------------------ | --------- |
| Мушки  | 114    | 41               | 63           | 5              | 2                  | 3         |
| Женски | 106    | 21               | 61           | 18             | 2                  | 4         |
| УКУПНО | 220    | 62               | 124          | 23             | 4                  | 7         |

| Пол    | Укупно                    | Пољопривреда, лов и шумарство | Рибарство                            | Вађење руде и камена | Прерађивачка индустрија       |
| ------ | ------------------------- | ----------------------------- | ------------------------------------ | -------------------- | ----------------------------- |
| Мушки  | 38                        | 23                            | 0                                    | 0                    | 1                             |
| Женски | 5                         | 1                             | 0                                    | 0                    | 0                             |
| УКУПНО | 43                        | 24                            | 0                                    | 0                    | 1                             |
| Пол    | Производња и снабдевање   | Грађевинарство                | Трговина                             | Хотели и ресторани   | Саобраћај, складиштење и везе |
| Мушки  | 0                         | 1                             | 2                                    | 0                    | 1                             |
| Женски | 0                         | 0                             | 1                                    | 0                    | 0                             |
| УКУПНО | 0                         | 1                             | 3                                    | 0                    | 1                             |
| Пол    | Финансијско посредовање   | Некретнине                    | Државна управа и одбрана             | Образовање           | Здравствени и социјални рад   |
| Мушки  | 0                         | 0                             | 5                                    | 0                    | 0                             |
| Женски | 0                         | 0                             | 0                                    | 0                    | 0                             |
| УКУПНО | 0                         | 0                             | 5                                    | 0                    | 0                             |
| Пол    | Остале услужне активности | Приватна домаћинства          | Екстериторијалне организације и тела | Непознато            | Непознато                     |
| Мушки  | 0                         | 0                             | 0                                    | 5                    | 5                             |
| Женски | 0                         | 0                             | 0                                    | 3                    | 3                             |
| УКУПНО | 0                         | 0                             | 0                                    | 8                    | 8                             |